# Florian Glesner
Florian Glesner est un handballeur belge né le 26 août 1992. Il évolue au poste d'arrière gauche au HC Visé BM. Il porte le numéro 8.

## Carrière
Florian commence le handball au ROC Flémalle, tout comme son frère Colin, il suit le matricule à Herstal, lors de la fusion entre le VOO HC Herstal et le ROC Flémalle et joue donc deux saisons avec le club issu de cette fusion, le VOO HC Herstal-Flémalle ROC.
En 2011, il est transféré, tout comme son frère, au United HC Tongeren où il a la chance de jouer en Coupe des coupes et inscrit même un but.
En 2013, il quitte Tongres et rejoint le HC Visé BM.

## Vie privée
Florian est né le 26 août  1992 à Liège, il a également un frère Colin Glesner évoluant au United HC Tongeren.

## Palmarès
- Champion de Belgique Division 1 de handball (2012)